# Gopi Kishan
Pour plus de détails, voir Fiche technique et Distribution.
Gopi Kishan (गोपी किशन) est un film action indien en hindi sorti en 1994 et réalisé par Deepak Shivdasani. Le double rôle principal est tenu par Sunil Shetty, les autres rôles principaux sont tenus par Shilpa Shirodkar et Karisma Kapoor.

## Fiche technique
- Titre : Gopi Kishan
- Titre original : गोपी किशन
- Réalisation : Mukesh Duggal
- Scénario : Anees Bazmee
- Musique : Anand Chitragupth et Milind Chitragupth
- Photographie : Akram Khan, Rajiv Mukherjee
- Montage :
- Production : Mukesh Duggal
- Société de production : Prince & Prince International
- Pays de production :  Inde
- Genre : Action, comédie dramatique
- Durée : 161 minutes
- Date de sortie : 
  - Inde : 2 décembre 1994